# Frog Rapids (Pipestone River)
Frog Rapids är en fors i Kanada.   Den ligger i provinsen Ontario, i den sydöstra delen av landet, 1 300 km nordväst om huvudstaden Ottawa. Frog Rapids ligger 367 meter över havet.
Terrängen runt Frog Rapids är platt, och sluttar norrut. Trakten runt Frog Rapids är nära nog obefolkad, med mindre än två invånare per kvadratkilometer.. Det finns inga samhällen i närheten. 
I omgivningarna runt Frog Rapids växer i huvudsak barrskog.